# NGC 6474
NGC 6474 је спирална галаксија у сазвежђу Змај која се налази на NGC листи објеката дубоког неба.
Деклинација објекта је + 57° 18' 5" а ректасцензија 17h 47m 5,5s. Привидна величина (магнитуда) објекта NGC 6474 износи 14,2 а фотографска магнитуда 15,0. NGC 6474 је још познат и под ознакама UGC 10989, MCG 10-25-92, CGCG 300-68, IRAS 17462+5718, PGC 60850.